# HD 71196
HD 71196，又名BD-20 2522，SAO 175792、HR 3316，是一颗恒星，视星等为6.01，位于銀經242.67，銀緯9.62，其B1900.0坐标为赤經8h 20m 53.3s，赤緯-20° 9.62′ 19″。